# アンドリヤ・デリバシッチ
アンドリヤ・デリバシッチ（セルビア語: Андрија Делибашић, 英語: Andrija Delibašić, 1981年4月24日 - 2025年3月19日）は、ユーゴスラビア (現・モンテネグロ)・ニクシッチ出身の元モンテネグロ代表サッカー選手。ポジションはFW。

## 経歴

### クラブ
ユーゴスラビアのニクシッチに生まれ、パルチザン・ベオグラードからプロデビューして3シーズン半の間プレーした。

#### RCDマジョルカ
2004年1月にスペイン・リーガ・エスパニョーラのRCDマジョルカに移籍し、2003-04シーズンは17試合に出場して4得点を挙げた。しかし、2004年夏にエクトル・クーペル監督が就任すると、外国人枠を争うフェリペ・メロの加入もあって出場機会が激減し、2005年1月にはポルトガル・スーペル・リーガ（1部）のSLベンフィカにレンタル移籍したが、わずかな出場機会しか与えられず、レンタル移籍は不成功に終わった。2005年夏には完全にクーペル監督の構想外となったため、SCブラガにレンタル移籍し、2005-06シーズンは10試合に出場して4得点を挙げた。2006年6月には幼馴染と結婚した。2006-07シーズンはギリシャ・スーパーリーグのAEKアテネFCにレンタル移籍したが、契約は途中で打ち切られ、2007年1月にはポルトガル・リーガ・デ・オンラ（2部）のSCベイラ・マルにレンタル移籍した。2月4日のUDレイリア戦でデビューし、シーズン終了までに11試合に出場した。2007年夏のプレシーズンにはRCDマジョルカに復帰し、プレシーズンマッチ2試合で6得点を挙げる傑出した活躍を見せたが、トップチームに残留するのには十分でなく、スペイン・セグンダ・ディビシオン（2部）のレアル・ソシエダにレンタル移籍した。2004年から2008年までRCDマジョルカに在籍したが、他クラブへのレンタル移籍が続き、RCDマジョルカでは通算29試合出場7得点に終わった。

#### エルクレスCF
2008年8月5日、フリートランスファーでスペイン・セグンダ・ディビシオン（2部）のエルクレスCFと2年契約を結んだ。2008-09シーズンは31試合に出場して11得点を挙げ、2009-10シーズンも9得点を挙げてプリメーラ・ディビシオン（1部）昇格に貢献した。

#### ラーヨ・バジェカーノ
2010年夏、セグンダ・ディビシオンのラーヨ・バジェカーノに移籍した。2010-11シーズンは30試合に出場して7得点を挙げ、異なるクラブで2シーズン連続でプリメーラ・ディビシオン昇格を果たした。

### 代表

#### 世代別代表
2004年6月にはU-21セルビア・モンテネグロ代表としてドイツで開催されたUEFA U-21欧州選手権に出場し、準優勝を果たしている。8月にはU-23セルビア・モンテネグロ代表としてアテネオリンピックに出場したが、グループリーグ敗退に終わった。この後は調子を落として世代別代表から遠ざかっていたが、2006年6月にはモンテネグロがセルビアから分離独立し、モンテネグロに位置するニクシッチ出身のデリバシッチはモンテネグロ代表に招集される権利を有しており、代表に招集される機会が増した。しかし、2007年3月24日に開催される新生モンテネグロ代表の初試合のメンバー発表を前にして、デリバシッチはモンテネグロサッカー協会からまったく接触がなかったと不満を口にし、初試合のメンバーに自身が含まれなかったのなら永久にモンテネグロ代表ではプレーしないと言いきった。

#### A代表
2009年9月、ブルガリア戦 (1-4) のためにモンテネグロA代表に招集されたが、9月5日に行われたこの試合では出場機会がなかった。10月10日、2010 FIFAワールドカップ・ヨーロッパ予選のジョージア戦 (2-1) でデビューを果たした。2011年10月7日のUEFA EURO 2012予選のイングランド戦では後半ロスタイムに同点ゴールを決め、モンテネグロのプレーオフ進出決定に貢献した。

##### 代表ゴール
| # | 日付           | 会場                                                         | 相手         | 得点 | 結果 | 競技名                      |
| - | -------------- | ------------------------------------------------------------ | ------------ | ---- | ---- | --------------------------- |
| 1 | 2009年10月10日 | スタディオン・ポド・ゴリツォム（モンテネグロ・ポドゴリツァ） | ジョージア   | 2-1  | 2-1  | 2010 FIFAワールドカップ予選 |
| 2 | 2011年10月07日 | スタディオン・ポド・ゴリツォム（モンテネグロ・ポドゴリツァ） | イングランド | 2-2  | 2-2  | UEFA EURO 2012予選          |
| 3 | 2012年09月11日 | スタディオ・オリンピコ（サンマリノ・セラヴァッレ）           | サンマリノ   | 0-5  | 0-6  | 2014 FIFAワールドカップ予選 |
| 4 | 2012年09月11日 | スタディオ・オリンピコ（サンマリノ・セラヴァッレ）           | サンマリノ   | 0-6  | 0-6  | 2014 FIFAワールドカップ予選 |
| 5 | 2012年11月14日 | スタディオン・ポド・ゴリツォム（モンテネグロ・ポドゴリツァ） | サンマリノ   | 1-0  | 3-0  | 2014 FIFAワールドカップ予選 |
| 6 | 2012年11月14日 | スタディオン・ポド・ゴリツォム（モンテネグロ・ポドゴリツァ） | サンマリノ   | 2-0  | 3-0  | 2014 FIFAワールドカップ予選 |

### 死去
2023年に脳腫瘍の診断を受け、2025年3月19日に死去した。43歳没。